# Jacques Masson
Pour l’article homonyme, voir Masson.
Jacques Masson, seigneur de Guérigny, Frasnay, Marcy et Minières, né le 21 janvier 1693 à Genève et décédé le 12 juin 1741 à Versailles, est un financier du XVIIIe siècle d'origine genevoise, directeur général des finances du duché de Lorraine, puis premier commis du contrôleur général des finances du royaume de France.

## Biographie
D'une famille du Dauphiné, passée en République de Genève pour cause de protestantisme, Jacques Masson est le fils de Louis-Simon Masson (1663-1734), un négociant genevois, et de Jeanne-Catherine Favon,,. Il a une sœur, Jeanne-Marguerite, qui épousera Jean-Gabriel Mallet (1688-1752) et sera la mère de Paul-Henri Mallet et Henri Mallet-Prévost. Il est baptisé le 30 janvier 1693 au temple Saint-Pierre de Genève. Il quitte très jeune Genève, se rend à Vienne, puis dans les différentes cours allemande, où les princes de Wurtemberg, des Deux-Ponts ou bien de Bade notamment lui confient leurs intérêts. Venu en France, il abjure la religion protestante et est baptisé catholique le 15 novembre 1719, dans la chapelle Sainte-Agnès de l'église Saint-Eustache de Paris, et fait une fortune rapide dans l’administration des finances du duché de Lorraine, où il s'est enrichi dans le commerce des bois, puis au service du ministre Jean Frédéric Phélypeaux de Maurepas, et comme repreneur des forges de Guérigny en 1720.
Il devient agent du banquier Antoine Pâris en Lorraine, pour l'exploitation de la forêt de Commercy. Il s'associe alors à Babaud pour l'exploitation du bois du duché de Lorraine, notamment pour la fourniture de la Marine et le commerce vers la Hollande avec les Boësnier-Duportal, et élargie l'exploitation forestière à Montbéliard, en Alsace, en Rhénanie, etc. Il acquiert des forges et propriété en Lorraine et prend une participation dans la grande forge de Moyeuvre. Acquéreur en 1720 de la forge de Poiseux, Jacques Masson rachète en 1722 les forges de Guérigny et constitue un groupe, avec les petites forges de Marcy et de la Poëllonnerie. 
Conseiller le plus écouté du Léopold Ier de Lorraine en matière de finances, le duc de Lorraine le nomme successivement conseiller d'État au Conseil des finances en 1727, directeur général de la régie de Lorraine, puis directeur général des finances de Lorraine en 1729. 
À la suite du décès du duc de Lorraine, il passe au service du roi de France en 1731 et devient premier commis du contrôleur général des finances Philibert Orry. Il fut également chargé par arrêt du Conseil des mines et minières du royaume de France. Le duc François Ier du Saint-Empire l'a anobli en raison des services rendus. 
Sa fille Jacqueline Marie-Anne Masson (née de son premier mariage avec Marie-Anne Duru, belle-sœur de François de Blumenstein) a épousé le négociant en bois et maître de forges Pierre Babaud de La Chaussade (1706-1792), qui transforma les forges de Guérigny en un grand groupe métallurgiste. Ils réunissent, entre 1720 et 1754, une dizaine d'usines en Nivernais et Berry. Jacques Masson était associé aux deux frères, Jean et Pierre Babaud de La Chaussade, qui dirigeait à Bitche, en Lorraine, les entreprises de Masson pour le bois. Les techniciens belges invitent alors les maîtres de forges français à utiliser le four à réverbère employé dans le pays de Namur. En 1728, la Marine royale leur commande pour les ports du Ponant les bois des forêts de Lorraine et d'Allemagne, à transiter par le port Rotterdam et la mer. Puis ce sont les livraisons pour Marseille et Nantes qu'ils contrôlent.

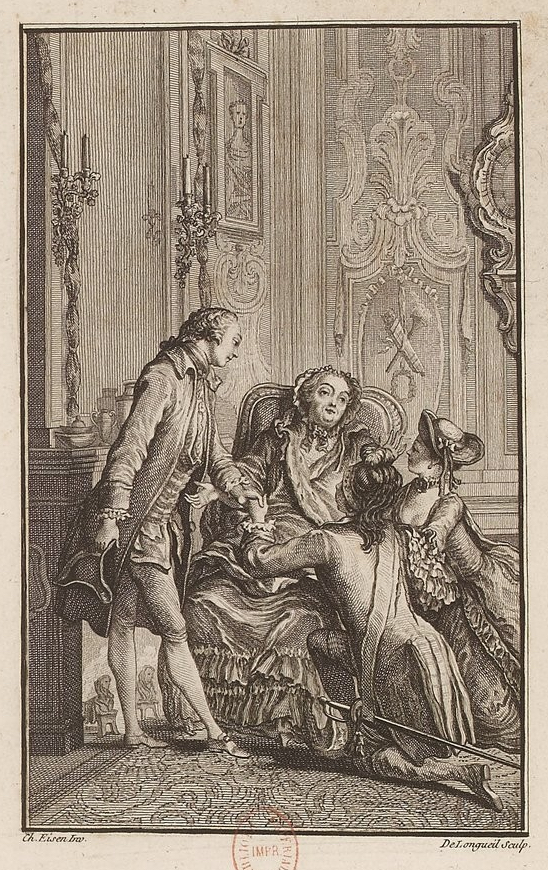
Gravure représentant son épouse Mme Masson (assise) et ses enfants (Pezay et marquise de Cassini) à genoux, aux côtés de Dorat (debout, à gauche).

Jacques Masson de Guérigny mourut en 1741, laissant de sa seconde femme Marie Boësnier (veuve de Jean Babaud et sœur de l'économiste Paul Boësnier de l'Orme) un fils en bas âge, Alexandre-Frédéric-Jacques Masson de Pezay, qui grâce à la protection, de Maurepas, fut choisi pour enseigner la tactique militaire au dauphin et gagna à cette préférence le titre de maréchal général des logis de l’état-major de l'armée. Angélique-Dorothée Babaud, fille issue du premier mariage de Marie Boësnier, épousa le marquis Dominique-Joseph de Cassini (1715-1790), maréchal de camp et fils de Jacques Cassini ; elle fut entre autres la maîtresse du prince de Condé et du comte de Maillebois.

### Sources
- Jean-Nicolas Dufort de Cheverny, Mémoires sur les règnes de Louis XV et Louis XVI et sur la Révolution, Éd. Plon, Nourrit et Cie, Paris 1886.
- Marc Ortolani et Olivier Vernier, Pierre Babaud de La Chaussade, un grand chef d'entreprise métallurgique en Nivernais et sa famille, dans Le temps et le droit : journées internationales de la Société d'Histoire du Droit, mai 2000, 2002.
- Claude Corbier, Notice historique sur les forges impériales de la Chaussade à Guérigny (Nièvre), 1870.
- Jean André Berthiau, Un important fournisseur de la marine royale : Pierre Babaud de La Chaussade (1706-1792), Bulletin de la Société nivernaise des lettres, sciences et arts, 1994.
- Paul Walden Bamford, Privilege and Profit: A Business Family in Eighteenth-Century France, University of Pennsylvania Press, 1988.
- Anne Conchon, Le financement des infrastructures de transport XVIIe-début XIXe siècle, Institut de la gestion publique et du développement économique, 2018.